# Emil Aubert
Michael Conrad Sophus Emil Aubert, född den 2 juli 1811, död den 8 november 1872, var en norsk jurist och ämbetsman, son till Benoni d'Aubert.
Aubert var vid sin död sorenskriver i Nordre Jarlsberg, sedan han förut innehaft samma befattning i Lofoten och Vesteraalen och en tid även varit amtman i Nordre Bergenhus amt och borgmästare i Trondhjem. I dessa befattningar förvärvade sig Aubert anseende som en av Norges skickligaste domare och administrativa ämbetsmän. Åren 1846–47 gjorde han med offentligt understöd en resa till England, Skottland, Frankrike, Belgien och preussiska Rhenprovinsen för att studera dessa länders juryväsende. Frukten av denna resa blev ett större arbete, Om mundtlig rettergang og edsvorne (1849).